# Victor Manuel Contreras
Victor Manuel Contreras (ur. 6 sierpnia 1941 w Atoyac, w stanie Jalisco w Meksyku, zm. 25 maja 2023 w Cuernavaca, Morelos, Meksyk) – meksykański rzeźbiarz i malarz znany z wielu dzieł wystawianych w miejscach publicznych, muzeach oraz kolekcjach prywatnych w Meksyku, Stanach Zjednoczonych i Europie. Contreras jest uznawany za wybitnego artystę znanego przede wszystkim ze swoich monumentalnych rzeźb z brązu. Jego dorobek artystyczny obejmuje 74 dzieł, które są publiczne prezentowane w 34 krajach na całym świecie. Jednym z ważnych aspektów życia Contrerasa była jego bliska przyjaźń z polską malarką Tamarą Łempicką, jedną z czołowych postaci światowego art deco.

## Życiorys i twórczosć
W 1956 roku rozpoczął naukę malarstwa i rzeźby w Akademii San Carlos w Meksyku. Następnie studiował w Instytucie Sztuki Nowoczesnej w Nowym Jorku, a w latach 1958–1964 kontynuował edukację w Europie, w Der Kunst Academy w Monachium, a następnie w École Nationale supérieure des beaux-arts w Paryżu (Francja).
Od tego czasu zaczął projektować rzeźby w drewnie, terakocie i brązie. Za jedną z nich, zatytułowaną The Worker, zdobył w 1963 roku pierwszą nagrodę rzeźbiarską w Państwowej Szkole Sztuk Pięknych w Paryżu (Francja), pod czujnym okiem swego mistrza Oliviera Picarda (1897-1974). Podczas pobytu w Paryżu poznał księcia Feliksa Jussoupowa, słynnego rosyjskiego arystokratę i zabójcę Rasputina oraz zbliżył się do słynnej polskiej artystki Tamary Łempickiej. Wcześniej stworzył pracę „Włóczęga” (1961) oraz płaskorzeźbę „Rodzina” (1962).
Od 1964 regularnie organizował wystawy zbiorowe w Rotterdamie, Amsterdamie, Mediolanie i Paryżu. W latach 1965–1972 był dyrektorem ds. działalności kulturalnej na Uniwersytecie Autonomicznym w Morelos (Meksyk). Następnie w ramach Autonomicznego Uniwersytetu Guerrero (Meksyk) założył niezależne Muzeum Sztuki Współczesnej, które zaraz po Museo de Arte Moderno stało się najważniejszym w kraju. W ramach programu muzeum zorganizował siedem znaczących wydarzeń kulturalnych, które odbyły się w Cuernavaca, Chilpancingo, Taxco i Acapulco. Wydarzenia te miały międzynarodowy charakter, przyciągając uczestników ze Stanów Zjednoczonych, Meksyku, Francji, Belgii, Włoch, Danii, ZSRR, Chin, Japonii oraz innych krajów Ameryki Łacińskiej. Jednocześnie objął stanowisko dyrektora artystycznego czasopisma wydawanego przez uczelnię, a następnie wykładał historię sztuki i cywilizację francuską studentom prawa i nauk społecznych na tej samej uczelni.
W tym okresie Victor Manuel Contreras zaprezentował swoje prace na swojej pierwszej indywidualnej wystawie w Maison de l’Amérique Latine w Paryżu, a następnie w Instytucie Włosko-Latynoamerykańskim w Rzymie, gdzie wystawił obrazy olejne, akwarele i rysunki. W 1971 roku zorganizował wraz z innymi współczesnymi artystami wystawę zbiorową w Londynie, a następnie w Brukseli.
Rok 1972 przyniósł stworzenie jego pierwszego monumentalnego dzieła z kutego żelaza, które zdobi fasadę pałacu rządowego w Chilpancingo, stolicy stanu Guerrero w Meksyku. Ta płaskorzeźba ma dwadzieścia metrów wysokości i cztery metry szerokości, symbolizując „projekcję człowieka ku przyszłości poprzez jego dzieło”. W następnym roku, na prośbę rządu meksykańskiego, wykonał w tym samym miejscu herb stanu Guerrero.
W latach 1974–1979 Contreras stworzył wiele znaczących dzieł. Wśród nich znajduje się „Chrystus na krzyżu”, wystawiany w Waszyngtonie, oraz „Pochodzenie”, które zdobyło pierwszą nagrodę w kategorii dzieł monumentalnych w Nowym Jorku. Kolejnym ważnym dziełem jest „Good and Evil”, które zostało zamówione przez rząd USA z okazji obchodów niepodległości Stanów Zjednoczonych dla siedziby Hamilton County Courthouse w Chattanooga, Tennessee. Następnie artysta stworzył „Łódź czasu”, „Narodziny Meksyku”, „Ręce Boga” dla Uniwersytetu Tennessee, „Alegorię przedhiszpańską” dla The Gould Collection w Stanach Zjednoczonych oraz „Ptak pokoju”, odsłoniętą osobiście przez prezydenta Meksyku José Lópeza Portillo, przy północnym wjeździe do miasta Cuernavaca, Morelos. Wszystkie te monumentalne dzieła zostały ręcznie wykonane i patynowane przez artystę w brązie lub kutym żelazie. Ważnym dziełem Contrerasa jest rzeźba „Ludzka Jedność”, która została uroczyście odsłonięta w siedzibie Organizacji Narodów Zjednoczonych w Nowym Jorku.
W 1980 roku zaprezentował publicznie swoje nowe dzieło zatytułowane „Infinite Energy”, które umieszczono w Center for the Performing Arts w Denver, Kolorado, USA. Artysta w 2000 roku ujawnił odniesienia wizualne i narracyjne, zauważając: „Inspiracją dla tej rzeźby były dwa białe "mariposa" (motyle) w locie, które według starożytnych indiańsko-meksykańskich legend są duszami powracającymi, aby pocieszyć ukochaną osobę”.
18 marca 1980 roku, w Cuernavace, zmarła jego bliska przyjaciółka, Tamara Łempicka. Victor Manuel Contreras wypełnił jej ostatnią wolę rozsypując jej prochy nad wulkanem Popocatepetl. Contreras został jednym ze spadkobierców artystki, otrzymując część jej dzieł.
Ponadto stworzył monumentalną, mającą 25-metrów wysokości, rzeźbę z brązu o wyglądzie pioruna, zatytułowaną „Spalenie Quetzalcoatla”. Praca znajduje się w centralnym punkcie placu Tapatia w Guadalajarze. Inspiracją dla dzieła była legenda o ostatecznym spopieleniu Quetzalcoatla, który miał zejść do piekła, aby przynieść ogień słońcu. Główną rzeźbę otaczają cztery mniejsze, symbolizujące cztery strony świata. Całą kompozycję zdobi fontanna w kształcie kwiatu, która sprawia, że rzeźba wygląda, jakby była w locie. Jest ona uznawana za najwyższą ręcznie kutą rzeźbę na świecie, z centralną postacią mierzącą dwadzieścia pięć metrów wysokości oraz czterema alegoriami, z których każda ma ponad osiem metrów wysokości.
W latach 1982–1989 Contreras stworzył kilka znaczących rzeźb, które znalazły swoje miejsce w prestiżowych kolekcjach i publicznych przestrzeniach. Jednym z tych dzieł jest „La dualité infinie”, które zostało wykonane dla kolekcji Arabelli Worsham Huntington w Nowym Jorku. Kolejne ważne dzieło, „Ptaki Wolności”, przedstawia cztery orły w locie i zostało umieszczone w SASA Center w San Antonio w Teksasie. Rzeźba „Infinite Flight” została stworzona specjalnie dla miasta Nowy York. Natomiast „The Creation of Man” trafiła do prywatnej kolekcji w Paryżu, we Francji.
W 1998 roku, w uznaniu jego zasług dla międzynarodowej sceny artystycznej, Contreras został mianowany Kawalerem Orderu Świętego Jana Jerozolimskiego w Sankt Petersburgu. W tym samym roku stworzył pomnik ku czci słynnego meksykańskiego dziennikarza i poety Mauricio Gonzaleza de la Garza (1923-1995) oraz dzieło zadedykowane Soni de la Rozière, autorce francuskiego pochodzenia, zmarłej w Cuernavaca w 1997 roku. Również w 1998 roku Uniwersytet Stanowy w Morelos uhonorował go za jego zaangażowanie w promowanie kultury i sztuki meksykańskiej, składając mu hołd za jego wyjątkowy wkład w dziedzinę sztuki.
W 1999 r. założył Alliance Française de Cuernavaca, którego był przewodniczącym. W następnym roku brał udział w tworzeniu Fundacji Guggenheima w Meksyku i Guadalajarze.
Dwa lata później stworzył „Vol Infini”, dzieło wykonane z brązu, które trafiło do Storm King Art Center. Dzięki temu osiągnięciu Contreras stał się pierwszym artystą z Ameryki Łacińskiej reprezentowanym w tym prestiżowym muzeum rzeźby, które jest uważane za jedno z najważniejszych na świecie. Jego praca nie tylko wzbogaciła kolekcję, ale także podkreśliła znaczenie twórczości artystów latynoamerykańskich na międzynarodowej scenie artystycznej.
W 2008 roku w Cuernavace Contreras odsłonił swoje najnowsze monumentalne dzieła zatytułowane „Statek czasu” i „Pochodzenie ludzkości”. Uroczystość ta odbyła się w obecności doktora Jamesa Watsona, laureata Nagrody Nobla w dziedzinie nauk ścisłych z 1962 roku. W tym samym roku Contreras ręcznie stworzył „Ptaki w locie”, a w 2010 roku rozpoczął prace nad szkicem nowego monumentalnego dzieła zatytułowanego „La Terre”, które ukończył w 2012 roku. Jego prace kontynuują eksplorację głębokich tematów związanych z ludzkością i jej przyszłością, łącząc w sobie artystyczną wizję z filozoficzną refleksją.
Rok 2017 okazał się kluczowym momentem w karierze artysty. W tym roku Victor Manuel Contreras został uhonorowany przez UNESCO specjalnym wyróżnieniem za jego znaczący wkład w sztukę oraz osiągnięcia zawodowe. Prezydent UNESCO–WFUCA, podczas uroczystości 7 lipca, ogłosił, że monumentalne dzieło Contrerasa zatytułowane „L’immolation de Quetzacoatl” stanowi bezcenne dziedzictwo kulturowe i artystyczne dla całej ludzkości. Ta prestiżowa nagroda nie tylko podkreśliła wartość jego twórczości, ale także potwierdziła jego pozycję jako jednego z najważniejszych współczesnych artystów.
Victor Manuel Contreras zmarł 25 maja 2023 w Cuernavaca, a o jego śmierci poinformował m.in. Prezydent Miasta Cuernavaca, José Luis Urióstegui.

## Wyróżnienia i poglądy
Victor Manuel Contreras wielokrotnie otrzymywał prestiżowe wyróżnienia i nagrody za swoją twórczość oraz działalność kulturalną. W trakcie swojej kariery zdobył najważniejsze odznaczenia w Meksyku, Francji i Stanach Zjednoczonych. Wśród nich znajduje się Nagroda Tlacaelela przyznana przez Uniwersytet Słońca w Cuernavaca, Morelos oraz Złoty Laur hiszpańsko-meksykański, przyznany za wyjątkową jakość jego pracy i osiągnięcia artystyczne.
Jego wkład w świat sztuki został doceniony przez Romantyków z Guadalajary, co zaowocowało mianowaniem go kawalerem Orderu Sztuki i Literatury oraz kawalerem Legii Honorowej we Francji. W Meksyku rząd stanu Jalisco uhonorował go Grand Prix Jalisco i Nagrodą Sarquis. W 2009 roku rząd stanu Morelos, Uniwersytet Morelos, miasto Cuernavaca oraz Sociedad Benemerita de Geografia y Estadistica de Mexico przyznały mu tytuł Venera de Cuernavaca.
Dzięki swojemu abstrakcyjnemu podejściu i ekspresji rzeźbiarskiej, Victor Manuel Contreras wniósł nową estetykę do świata sztuki, celebrując ideały wolności i sprawiedliwości. Jego prace nie tylko wzbogaciły międzynarodowe kolekcje, ale także pozostawiły trwały ślad w kulturze i historii sztuki.

## Sprowadzenie dzieł Tamary Łempickiej do Polski
W maju 2023 roku, tuż przed śmiercią Contrerasa, Muzeum Narodowe w Lublinie wzbogaciło swoje zbiory o 18 dzieł Tamary Łempickiej, pochodzących z jego kolekcji. Wśród nabytków, które są obecnie jedyną stałą ekspozycją prac artystki na świecie, znalazły się zarówno obrazy olejne, jak i prace na papierze, obejmujące różne etapy jej twórczości od lat 20. do 70. XX wieku. Kolekcję stanowią m.in. obrazy Łempickiej: „Cytryna” z 1947 r., „Kobieta w turbanie III” z 1954 r., „Madonna II” z 1957 r., „Akt z dzbankiem I” z 1951 r. oraz „Macierzyństwo” z 1930 r. Dzieła zostały zakupione z rezerwy Prezesa Rady Ministrów, przy udziale Ministerstwa Kultury i Dziedzictwa Narodowego.
W listopadzie 2023 roku, już po śmierci Victora Contrerasa, Ministerstwo Kultury i Dziedzictwa Narodowego dokonało kolejnego zakupu trzech obrazów, których Contreras nie chciał sprzedać w maju 2023. Spadkobiercy postanowili jednak zrealizować pewną ideę, którą Contreras dzielił z Łempicką, polegającą na spełnieniu jej woli, aby „posiadała coś w Polsce”.

## Nagrody
- Wyróżnienie miasta Los Angeles za jego twórczość artystyczną i pracę (19 lutego 1988)[3]
- Kawaler Orderu Prawosławnego i Szpitalnego Świętego Jana Jerozolimskiego (5 września 1998)[3]
- Nagroda „Tlacaelel” Uniwersytetu Słońca w Cuernavaca, Morelos (1999)[3]
- Złoty Laur Hispano-Meksykański (1999)[3]
- Założyciel i prezydent Alliance Française w Cuernavaca (21 maja 2000)[3]
- Kawaler Orderu Sztuki i Literatury przyznany w imieniu Ministra Jacques’a Lange (21 czerwca 2001)[3]
- Nagroda Jalisco przyznana przez rząd stanu Jalisco (2003)[3]
- Nagroda Sarquisa przyznana przez rząd Guadalajary (2005)[3]
- Kawaler Orderu Legii Honorowej nadany w imieniu Prezydenta Jacques’a Chiraca (25 lipca 2005)[3]
- Wyróżnienie od Rządu Cuernavaca za „Szacunek i honor” (16 sierpnia 2006)[3]
- Medal Zasługi „Benito Juarez” (23 kwietnia 2009)[3]
- Nagroda Vincente Guerrero przyznana przez stan Guerrero (20 marca 2009)[3]
- Kawaler Orderu Caballero Aguila (Wrzesień 2010)
- Kawaler Legii Honorowej Meksyku (10 września 2014)
- Nominacja przez Międzynarodowy Uniwersytet (UNINTER) „Doktor Honoris Causa” (25 kwietnia 2015)
- Wyróżnienie Meksykańskiego Instytutu Nauk o Człowieku (13 lutego 2016)
- Wyróżnienie za wkład artystyczny przez Prezydenta UNESCO WFUCA (7 lipca 2017)[27].